# Terra de Oz
A Terra de Oz é uma terra de fadas, criado pelo escritor norte-americano L. Frank Baum, onde se desenrolam as aventuras de inúmeros personagens, notavelmente, Dorothy Gale, do Kansas. Este ambiente foi introduzido em The Wonderful Wizard of Oz (1900) por L. Frank Baum, um dos muitos mundos de fantasias criados para seus livros. Ele alcançou grande popularidade, maior do que todos os outros países fictícios criados pelo autor, sendo utilizada em outras histórias posteriormente. O território foi descrito e expandido nos livros de Oz.
Oz localiza-se em Nonéstica, um continente fictício que foi encantando pelas fadas lideradas pela Rainha Lurline, que transformou numa terra mágica. O reino é utópico socialista, governado por um monarca e dividido em quatro regiões: Quadiling ao sul, Munchkin ao leste, Winkie ao oeste e Gillikin ao norte. No centro está a Cidade das Esmeraldas, capital do Reino que é ligada aos quadrantes pela Estrada dos tijolos amarelos. Oz estima ter 1 bilhão de habitantes.

## História de Oz

Mapa de Oz

Os 4 países (e a cidade central das Esmeraldas) são cercadas por todos os lados por escaldantes areias desérticas, impossibilitando assim a passagem para fora, bem como a entrada de forasteiros ali.
A partir do segundo livro da série, L. Frank Baum, seu criador, aos poucos adiciona novas paragens e detalhes, bem como revela a estrutura interna do poder e governo de Oz, com a descoberta da verdadeira herdeira do trono da Cidade das Esmeraldas, a Princesa Ozma.
Oz era uma terra comum cercada por desertos mortais até ser encantada pela Rainha Lurline e seu grupo de fadas que a transformaram numa terra mágica. De acordo com Dorothy and the Wizard in Oz, a terra foi unificada pelo avô de Ozma e seu pai o Rei Pastoria que viviam na região das Cidades das Esmeraldas, no entanto, na época do avô de Ozma, Oz foi dominada por quatro bruxa más que dividiram o país entre elas. Mombi, a Bruxa Malvada do Norte, capturou o seu avô e seu filho Pastoria. Glinda destruiu a Bruxa Má do Sul e se tornou governadora da região e a Bruxa Boa do Norte baniu Mombi, restando apenas a Bruxa Má do Leste e a Bruxa Má do Oeste quando o Mágico de Oz chegou. Com seus truques de mágica e sua acunha "Oz" - seu verdadeiro nome é Oscar - ele foi logo reverenciado como um mágico poderoso e governou os cidadãos de Pastoria que construíram a Cidade das Esmeraldas para ele e o fizeram soberano de toda Oz. Anteriormente no segundo livro da série, The Marvelous Land of Oz, a Cidade das Esmeraldas já existia antes do Mágico e ele usurpou o trono de Pastoria, em seguida fez um acordo com Mombi que transformou a filha de Pastoria, Ozma, em um menino e o escondeu. O quarto livro contradiz isso, com o Mágico não tendo participação na destituição de Pastoria que é feita pelas bruxas, e nem no sumiço de Ozma que é realizado por Mombi apenas. 
Durante os eventos da chegada de Dorothy Gale em Oz no primeiro livro da série, a Bruxa Malvada do Leste morre quando sua casa cai em cima dela, e a Bruxa Má do Oeste morre quando Dorothy joga um balde de água nela. Nos livros de Baum o Homem de Lata foi feito imperador de Winkie no Oeste; Glinda governa Quadiling; Um rei não nomeado por Baum governa Munchkin ao Leste e a Bruxa Boa do Norte governa Gillikin - mas todos estão subordinados ao governo central de Ozma. No entanto, muitos locais isolados do resto de Oz foram insubordinados, independentes ou inconscientes da autoridade de Ozma. 
Oz funciona como uma sociedade socialista, utópica, Ozma determina que todos tenham iguais pedaço de terra, cada um trabalha para seu próprio sustento e dos vizinhos, o dinheiro não existe e todos são felizes. No entanto, isto é uma contradição na série porque moedas verdes na Cidade das Esmeraldas são citadas no primeiro livro.

## Continente Nonéstico
Oz estaria localizado no continente Nonéstica, que significa literalmente "Lugar Nenhum". 
A partir do terceiro livro da série, Baum alargou os horizontes de Oz, revelando países e terras que existiam para além da Terra de Oz: surge o Reino de Ev, vizinho do País dos Nomos (Nomes, no original, uma corruptela de "gnomo" - no inglês: gnome), onde aportam Dorothy Gale e a galinha Billina. 
No quarto livro, o autor apresenta uma estranha sucessão de mundos subterrâneos: o Reino dos Vegetais, a terra de Voe (com seus perigosos ursos invisíveis), o mundo das "Gárgulas" (seres feitos de madeira).
Em diversas outras obras surgem outros países, como o Reino de Ix, a Nãolândia, a Bobolândia, etc. Todos estes locais estão situados além dos desertos que cercam Oz - e são por sua vez cercados pelo Oceano Nonéstico - o que torna o mundo de Oz uma espécie de ilha-continente. Outros autores anexaram novas terras, cidades, ilhas, tornando o simples mapa original (representado na figura acima) apenas um detalhe de um mundo ainda maior.